# Starogoszcz
Starogoszcz (do 1945 niem. Hellerskaten) – kolonia wsi Długołęka w Polsce, położona w województwie zachodniopomorskim, w powiecie goleniowskim, w gminie Nowogard.
W latach 1975–1998 kolonia administracyjnie należała do województwa szczecińskiego.
Odradzająca się w ostatnich latach, za sprawą rodziny Kluszczyńskich z Sąpolnicy. Miejscowość leży 1 km na wschód od Długołęki, w połowie drogi polnej do Sąpolnicy. Osada powstała w końcu XIX w. za sprawą bogatego chłopa z Długołęki nazwiskiem Heller. Zagrodę we wsi przekazał on synowi, natomiast każdej z czterech córek zapisał po 25 mórg (6,4 ha) ziemi. Na odziedziczonych gruntach wybudowały one 4 zagrody, które na cześć swego ojca nazwały Hellerskaten (Chaty Hellerów). Po wojnie była to kolonia w Sołectwie Długołęka. 